# Adrian Zandberg
Pour les articles homonymes, voir Zandberg.
Adrian Tadeusz Zandberg, né le 4 décembre 1979 à Aalborg (Danemark), est un homme politique polonais. Il est l’un des dirigeants du parti La Gauche ensemble (en polonais : Lewica Razem).

## Situation personnelle
Ses parents, polonais, quittent la Pologne en 1967 pour s'installer au Danemark. Né à Aalborg, Adrian Zandberg revient avec ses parents en Pologne en 1985.
Il fait des études d'histoire à l'université de Varsovie, où il soutient une thèse de doctorat sur la gauche sociale-démocrate en Allemagne et au Royaume-Uni. Il étudie également l'informatique à l'Institut polono-japonais des technologies de l'information et travaille comme enseignant-chercheur en informatique.
Il est marié et père de deux enfants.

## Parcours politique
Alors qu'il est encore étudiant, il s'engage en politique. Avec l'ancien militant politique et syndical dissident Jacek Kuroń, il publie le 14 novembre 2001, dans Gazeta Wyborcza, un article sur la justice sociale en Pologne.
Pendant de nombreuses années, il reste un militant peu connu du grand public. Il est président de l'aile jeunesse de l'Union du travail (UP), avant de fonder la Fédération des jeunes socialistes, mais n’apparaît presque jamais dans les médias. Il côtoie à l'époque Barbara Nowacka.
Il se fait connaître du grand public à l’occasion des élections générales de 2015, après qu’il a participé à la fondation du parti Razem (Ensemble). Le 20 octobre 2015, il est le porte-parole de son parti au cours d'un débat télévisé diffusé sur plusieurs stations de télévision : représentant de la plus petite et plus jeune des huit formations présentes, il est présenté comme le vainqueur de la soirée,. Tête de liste dans la circonscription de Varsovie, il recueille 3,62 % des suffrages. Il est accusé par certains membres de la gauche traditionnelle d'avoir contribué à faire baisser son score de telle façon que la coalition de la Gauche unie n'atteint pas le seuil de 8 % exigé pour une coalition et que la gauche sera absente de la Diète de Pologne durant la législature.

## Prises de position
En 2015, durant la crise migratoire en Europe, il est l’un des rares hommes politiques polonais à plaider pour une acceptation inconditionnelle des migrants.
Le chanteur Paweł Kukiz, dirigeant du mouvement populiste Kukiz'15, lui reproche d'avoir arboré le portait de Karl Marx sur son tee-shirt durant une réunion électorale.
En 2025, le journal allemand Jungle World a pointé du doigt l’ambiguïté d’Adrian Zandberg face à des propos antisémites relayés au sein de Razem. Lors d’un débat télévisé, il a évité de condamner des accusations antijuives, un épisode dénoncé dans le numéro 27/2025 du journal. Le même média évoque également la diffusion, sur les réseaux officiels de Razem, d’une bande dessinée montrant Dark Vador (drapeau israélien) bombardant une planète, sans réaction de la direction. Ces éléments, dont l’absence de condamnation explicite, ont contribué au départ de plusieurs militants dénonçant un climat ambigüe face à l’antisémitisme.